# Grand Quartier Général (1914–1919)
Das Grand Quartier Général des Armées Françaises in der Kurzform Grand Quartier Général (GQG oder G.Q.G.) war das Oberkommando der französischen Armee im Ersten Weltkrieg. Das G.Q.G. war das Gegenstück zum deutschen Großen Hauptquartier und verantwortlich für die Planung und Durchführung der Militäroperationen während des Ersten Weltkrieges.

## Gliederung

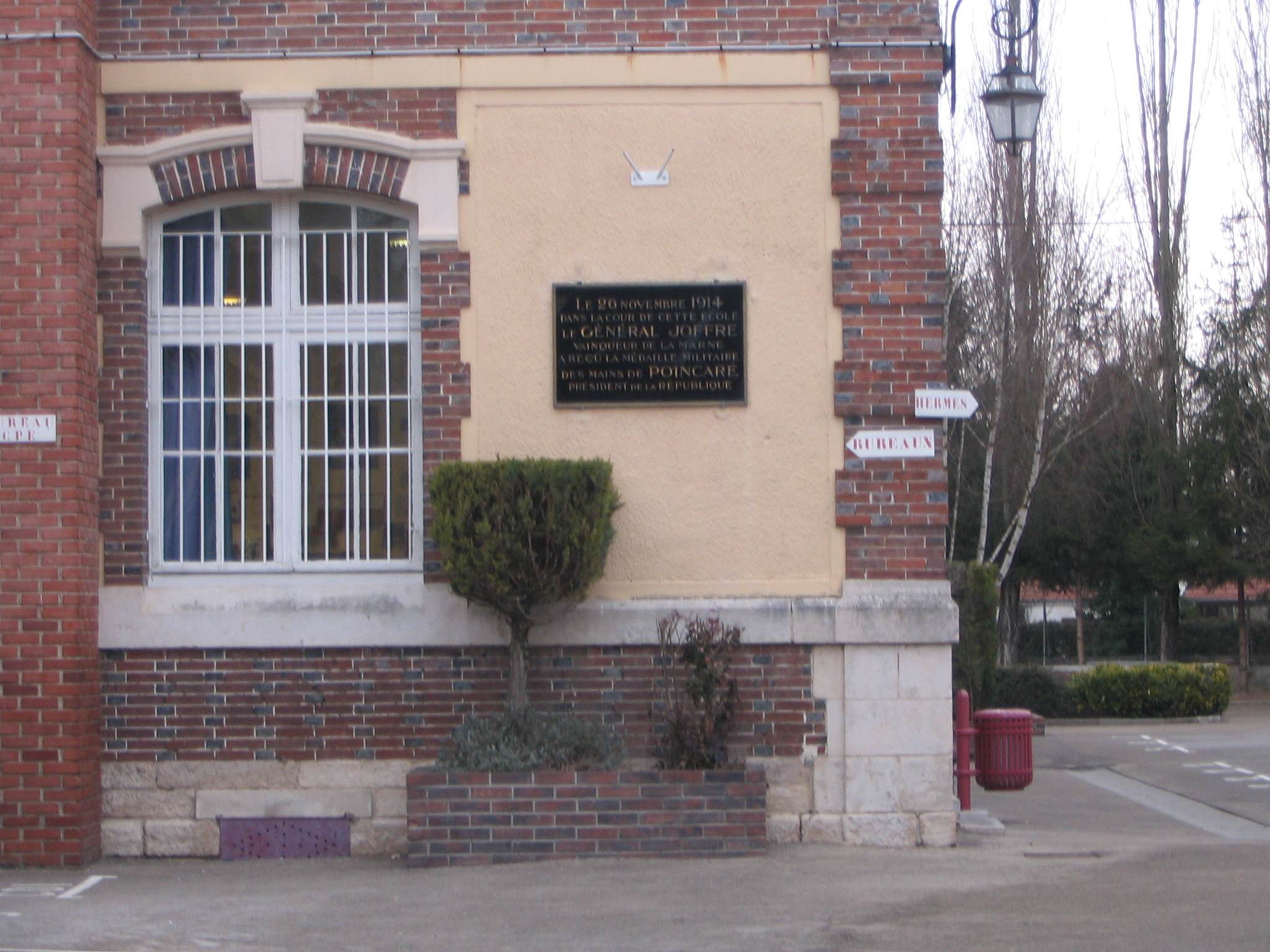
Romilly-sur-Seine – Gedenktafel am ehemaligen Stabsgebäude des G.Q.G, einer Schule

Das G.Q.G war in folgende Stabsabteilungen untergliedert:
- 1er Bureau (Personalwesen)
- 2eme Bureau (mil. Nachrichtendienst)
- 3eme Bureau (Operationsplanung)
- Direction de l´Arrière (Nachschubwesen und rückwärtige Dienste)
- Direction des chemins de fer (DCF) (Militäreisenbahnwesen) später umbenannt in Direction des transports militaires aux armées (DTMA) (Militärtransportwesen)

## Oberbefehlshaber und Stabschefs

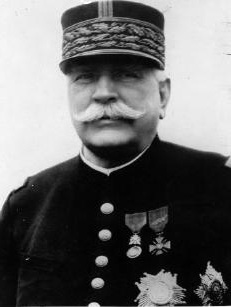
Joseph Joffre

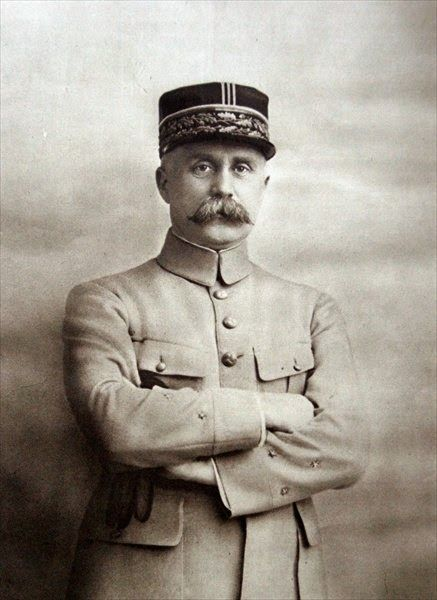
Philippe Pétain

Das G.Q.G. verfügte im Verlauf des Ersten Weltkriegs über folgende Oberbefehlshaber und Stabschefs.

### Oberbefehlshaber
- General Joseph Joffre, von 2. August 1914 bis 13. Dezember 1916
- General Robert Nivelle, vom 17. Dezember 1916 bis 17. Mai 1917
- General Philippe Pétain, vom 17. Mai 1917 bis 9. Oktober 1918

### Chef des Stabes
- General Émile Eugène Belin, vom 2. August bis 9. Dezember 1914
- General Maurice Pellé, vom 22. März bis 11. Dezember 1915

### Oberster Chef des Stabes (Chef d’état-major général des armées françaises)
- General Noël de Castelnau, vom 11. bis 17. Dezember 1916

#### Chef des Stabes der französischen Truppen in Frankreich
- - General Maurice Janin, vom 11. Dezember 1915 bis 19. April 1916

#### Chef des Stabes für Operationen außerhalb Frankreichs (Théâtres d’opérations extérieurs)
- - General Maurice Pellé vom 11. Dezember 1915 bis 19. April 1916

### Chef des Stabes
- General Maurice Pellé vom 19. April bis 20. Dezember 1916
- General Ferdinand Auguste Pont, vom 20. Dezember 1916 bis 2. Mai 1917
- General Marie-Eugène Debeney, vom 2. Mai bis 23. Dezember 1917
- General François Anthoine, vom 23. Dezember 1917 bis 5. Juli 1918
- General Edmond Buat, vom 5. Juli bis 9. Oktober 1918

## Sonstige Stabsteile des G.Q.G.

### Direction de l’Arrière

#### Kommandeure
- General Étienne Laffon de Ladebat, ab 2. August 1914 bis 30. November 1914[2]
- Colonel Camille Ragueneau, vom 30. November 1914 bis 2. Mai 1917, ab 8. August 1916 als Brigadegeneral

#### Chef des Stabes
- General Linder, vom 2. August bis 22. November 1914

## General Foch
Im Gegensatz zu dem weitverbreiteten Missverständnis, dass Ferdinand Foch Chef des G.Q.G. gewesen sei, ist dies nicht zutreffend. Foch war von 4. Oktober 1914 bis 22. März 1915 dem G.Q.G beigeordnet, um die Groupe provisoire du Nord (später umbenannt in Groupe d’Armees du Nord) aufzustellen, da sich bei Kriegsbeginn nur eine französische Armee an der belgischen Grenze befand. Des Weiteren musste die Einbindung der British Expeditionary Force dort erst noch erfolgen. Während des Krieges führte er dann noch vom 21. Januar bis 31. März 1917 die dem G.Q.G. unterstellte Groupement Général Foch.
Er war dann ab 26. März 1918 Oberbefehlshaber der alliierten Streitkräfte in Frankreich. Sein Generalstab war das Grand Quartier général des armées alliées (G.Q.G.A.), welchem das G.Q.G. unterstellt wurde.

## Stationierungsorte
Das GQG zog – wie auch sein deutsches Pendant, das Große Hauptquartier – während des Krieges mehrmals um. Es befand sich in
- Vitry-le-François, ab 4. August 1914
- Bar-sur-Aube, ab 1. September 1914
- Châtillon-sur-Seine, ab 5. September 1914
- Romilly-sur-Seine, ab 26. septembre 1914
- Chantilly (Hôtel Le Grand Condé) ab 29. November 1914,
- Beauvais, ab 11. Januar 1917,
- Compiègne (Schloss Compiègne) ab 3., 5. oder 8. April 1917 (verschiedene Quellenangaben)
- Provins, ab 26. März 1918.

## Unterstellte Verbände
Dem G.Q.G. waren für die Dauer des Ersten Weltkriegs folgende Groupes d’Armées (Heeresgruppen) unterstellt:

### Groupe d’Armées du Nord (G.A.N.)
- Groupe provisoire du Nord, vom 4. Oktober 1914 bis 13. Juni 1915[4]
- Groupe d’Armées du Nord vom 13. Juni 1915 bis 6. Juli 1918
- Umbenannt in Groupe d’Armées du Centre am 6. Juli 1918

### Groupe d’Armées du Centre (G.A.C.)
- Groupe d’Armées du Centre, vom 22. Juni 1915 bis 1. Dezember 1917[5]
- Am 1. Dezember 1917 Umbenennung in Forces Françaises d’Italie (F.F.I.) und später nach Italien verlegt.
- Neuaufstellung am 6. Juli 1918 durch Umbenennung der Groupe d’Armées du Nord

### Groupe d’Armées de l’Est (G.A.E.)
- Groupe provisoire du l’Est, vom 5. Januar bis 13. Juni 1915[6]
- Groupe d’Armées de l’Est vom 13. Juni 1915 bis 2. Januar 1917
- Groupement du Général Foch, vom 21. Januar bis 31. März 1917
- Groupe d’Armées de l’Est ab 31. März 1917

### Groupe d’Armées de Réserve de 1917 (G.A.R.)
- aufgestellt 1. Januar 1917, aufgelöst am 8. Mai 1917[7]

### Groupe d’Armées de Réserve de 1918 (G.A.R.)
- aufgestellt 30. Januar 1918, aufgelöst am 21. November 1918[8]

### Groupe d’Armées des Flandres (G.A.F.)
- unter Belgischem Kommando, aufgestellt 12. September 1918 und aufgelöst 18. Oktober 1918[9]